# Reinhard Zellner
Reinhard Zellner (* 6. November 1944 in Göttingen) ist ein deutscher Chemiker und Professor für physikalische Chemie. Er lehrt seit 1991 an der Universität Duisburg-Essen.

## Leben
Zellner studierte von 1965 bis 1971 an der Universität Göttingen Chemie und Physik: 1968 erhielt er sein Diplom, 1971 promovierte er im Fach "Physikalische Chemie" ebenfalls in Göttingen. Anschließend ging er von 1972 bis 1973 als Postdoktorand an das Department für physikalische Chemie der Universität Cambridge, von 1973 bis 1979 war er "wissenschaftlicher Assistent" wiederum in Göttingen. 1980 habilitierte er sich in Göttingen für physikalische Chemie. 1979 ging Zellner als "Visiting Associate Professor" an die Universität von Texas in Austin. Zwischen 1981 und 1987 erhielt er ein Heisenberg-Stipendium der Deutschen Forschungsgemeinschaft.
1983 wurde er zum Professor für physikalische Chemie an die Universität Göttingen berufen, von 1988 bis 1991 lehrte er an der Universität Hannover. 1991 wurde er auf den Lehrstuhl für Physikalische Chemie an die Universität Duisburg-Essen berufen, im Jahr 2010 wurde er emeritiert. Von 2010 bis 2013 lehrt er weiterhin als "Senior-Professor" an der Universität Duisburg-Essen.
Zellner hat vor allem über die Physik und Chemie der Atmosphäre geforscht. In diesem Bereich hatte er weiterhin zahlreiche Ämter in Fachgremien und politischen Gremien inne. So war er Vorsitzender des Sachverständigenkreises des BMBF „Globale Umweltaspekte“ und seit 2007 Koordinator des DFG-Schwerpunktprogramms „Bio-Nano-Responses“.

## Auszeichnungen und Ämter (Auswahl)
- 1987–1994 Mitglied der Enquete-Kommissionen des Deutschen Bundestages „Schutz der Erdatmosphäre“ und „Schutz des Menschen und der Umwelt“
- 1989–2001 Koordinator des „Deutschen Ozon-Forschungsprogramm“ und Mitglied des wissenschaftlichen Beirats des Ozon-Forschungsprogramms der Europäischen Gemeinschaft
- 1994–1998 Vorsitzender der Fakultät für Chemie Universität Essen
- 2000–2003 Vorsitzender des Sachverständigenkreises des Bundesministeriums für Bildung und Forschung „Globale Umweltaspekte“
- Stellvertretender Vorsitzender des „Beratergremiums für Altstoffe“ (BUA) der Gesellschaft Deutscher Chemiker
- Vorsitzender der DECHEMA-Arbeitsausschüsse „Atmosphärenchemie“ und „Stoffkreisläufe der Chemie in der Industriegesellschaft“
- 2006 Ehrendoktorwürde der Universität Athen (Griechenland)
- seit 2004 Mitglied des Senats der Universität Duisburg-Essen
- 2014 DECHEMA-Medaille
- 2019 Carl-Duisberg-Plakette